# Dazhongcun
Dazhongcun (kinesiska: 大仲村镇, 大仲村) är en köping i Kina. Den ligger i provinsen Shandong, i den östra delen av landet, omkring 210 kilometer sydost om provinshuvudstaden Jinan. Antalet invånare är 81741. Befolkningen består av 39 419 kvinnor och 42 322 män. Barn under 15 år utgör 21,0 %, vuxna 15-64 år 69 %, och äldre över 65 år 9,0 %.
Genomsnittlig årsnederbörd är 1 023 millimeter. Den regnigaste månaden är juli, med i genomsnitt 314 mm nederbörd, och den torraste är januari, med 8 mm nederbörd.